# Danny Woodburn
Daniel Charles "Danny" Woodburn, född 26 juli 1964 i Philadelphia, Pennsylvania, är en amerikansk skådespelare, komiker och aktivist. Woodburn är känd som skådespelare i filmer och TV-serier såsom Seinfeld, Klappjakten, Familjen Flinta i Viva Rock Vegas, Watchmen och Teenage Mutant Ninja Turtles. Woodburn är kortvuxen och en aktivist för handikappsanpassningar i samhället. Han är gift med Amy Buchwald.

## Filmografi (i urval)
- Lord of Illusions (1995)
- Klappjakten (1996)
- Familjen Flinta i Viva Rock Vegas (2000)
- Watchmen (2009)
- Spegel, spegel (2012)
- Teenage Mutant Ninja Turtles (2014)